# Post SV Mühlhausen 1951
Der Post Sportverein Mühlhausen 1951 e. V. (kurz Post SV Mühlhausen)  ist ein Tischtennisverein aus Mühlhausen in Thüringen.

## Geschichte
Der Verein wurde 1951 als Betriebssportgemeinschaft Post Mühlhausen gegründet.
Wichtigste Sektion war Tischtennis als Wettkampf- und Leistungssport. Die Aktiven sorgten mit Erfolgen dafür, dass sich Mühlhausen zu einer Hochburg des Tischtennis entwickelte. Besonders Heinz Schneider feierte nationale und internationale Erfolge. Dazu gehörten die Bronzemedaille im Einzel bei den Weltmeisterschaften 1957 in Stockholm, sein dreifacher Sieg bei den Gesamtdeutschen Meisterschaften 1951/52 und insgesamt 16 DDR-Meister-Titel.
Durch den Erwerb der Sporthalle am Kristanplatz konnten die  Trainings- und Wettkampfbedingungen verbessert werden. Der Verein hat 160 Mitglieder, darunter 73 Kinder und Jugendliche.
Als Leistungsstützpunkt des Thüringer Tischtennis-Verbandes werden auch spitzensportliche Aspekte ins Auge gefasst. Die Ausbildung von Nachwuchsathleten zu Bundeskadern sind dabei mittelfristige Ziele. Der Aufstieg der 1. Herrenmannschaft in die 2. Bundesliga erfolgte zum Ende der Saison 2007/08. Die Bundesligareserve tritt in der Oberliga an, die 1. Damenmannschaft ist aktuell eine der Spitzenvertretungen in der Landesliga des TTTV. Weitere sieben Männer- und Nachwuchsmannschaften spielen innerhalb des Freistaates.
| Kader der ersten Mannschaft | Kader der ersten Mannschaft | Kader der ersten Mannschaft | Kader der ersten Mannschaft | Kader der ersten Mannschaft | Kader der ersten Mannschaft |
| --------------------------- | --------------------------- | --------------------------- | --------------------------- | --------------------------- | --------------------------- |
| 2013/14                     | Burģis                      | Bardon                      | Hielscher                   | Vozicky                     |                             |
| 2014/15                     | Burģis                      | Bardon                      | Hielscher                   | Vozicky                     |                             |
| 2015/16                     | Ionescu                     | Bardon                      | Hielscher                   | Vozicky                     |                             |
| 2016/17                     | Ionescu                     | Habesohn                    | Hielscher                   | Vozicky                     |                             |
| 2017/18                     | Ionescu                     | Habesohn                    | Jančařík                    | Vozicky                     |                             |
| 2018/19                     | Ionescu                     | Habesohn                    | Jančařík                    | Mengel                      |                             |
| 2019/20                     | Ionescu                     | Habesohn                    | Jančařík                    | Mengel                      |                             |
| 2020/21                     | Ionescu                     | Habesohn                    | Jančařík                    | Mengel                      |                             |
| 2021/22                     | Ionescu                     | Habesohn                    | Bertrand                    | Mengel                      |                             |
| 2022/23                     | Ionescu                     | Habesohn                    | Bertrand                    | Mengel                      | Kim                         |
| 2023/24                     | Ionescu                     | Habesohn                    | Bertrand                    | Mengel                      |                             |
| 2024/25                     | Ionescu                     | Habesohn                    | Bertrand                    | Mengel                      |                             |
| 2025/26                     | Ionescu                     | Freitas                     | Stumper                     | Mengel                      | Liao                        |

In der Saison 2012/13 gewann der Verein die 2. Bundesliga Süd und stieg somit erstmals in die Tischtennis-Bundesliga auf. In der folgenden Saison konnte er dort – vor dem SV Plüderhausen – nur den neunten von zehn Plätzen und damit einen der beiden Abstiegsränge erreichen, stieg jedoch nicht ab, da nur der Zweitligaverein TTC Schwalbe Bergneustadt eine Lizenz für die erste Liga beantragt hatte. Auch in der Saison 2014/2015 gelang es nicht, sich einen Nichtabstiegsplatz zu erspielen, diesmal wurde man sogar Letzter. Erneut hatte jedoch nur eine Mannschaft – der ASV Grünwettersbach – den Aufstieg in die erste Bundesliga beantragt, während der achtplatzierte TTC Frickenhausen die Liga aus finanziellen Gründen verließ, sodass Mühlhausen die Klasse halten konnte. Verstärkt um den vorher für den TTC Hagen spielenden Ovidiu Ionescu gelang 2016 schließlich das Erreichen des 8. Platzes und damit der sportliche Klassenerhalt. Dabei nahm der Verein am letzten Spieltag entscheidenden Einfluss auf die Playoff-Plätze, indem er beim auf Rang 4 liegenden TTC Schwalbe Bergneustadt mit 3:2 gewann, sodass dieser doch noch hinter den späteren Meister Borussia Düsseldorf auf Rang 5 zurückfiel. Für die Saison 2016/17 verstärkte sich Mühlhausen mit Daniel Habesohn vom amtierenden Team-Europameister Österreich. Mit ihm schlug das Team im Pokalwettbewerb ASV Grünwettersbach und TTC RhönSprudel Fulda-Maberzell jeweils knapp mit 3:2 und qualifizierte sich damit erstmals für das Final Four in Ulm. Dort ging das Halbfinale gegen Saarbrücken verloren, in der Liga erreichte Mühlhausen den siebten Platz.
Nachdem Lars Hielscher seine Profikarriere beendet hatte, wurde für die Saison 2017/18 Lubomír Jančařík verpflichtet. Im Pokal-Achtelfinale unterlag Mühlhausen dann überraschend dem Zweitligisten TTC indeland Jülich, startete aber mit fünf Siegen aus sechs Spielen in die Bundesliga-Saison und stand so erstmals in der Vereinsgeschichte auf den Playoff-Rängen, am ersten Spieltag sogar auf Platz eins. In den restlichen zwei Dritteln der Saison wurden aber nur drei weitere Siege errungen – vom 12. bis 17. Spieltag gab es sechs Niederlagen in Folge –, sodass Mühlhausen am Ende Sechster wurde. Zur nächsten Saison, in der Mühlhausen auch erstmals in der Champions League antrat, schloss sich Steffen Mengel dem Verein an. Auf Anhieb wurde das Champions-League-Viertelfinale erreicht, das gegen KNT UGMK nach 2:3 und 3:2 und 20:20 Sätzen jedoch wegen einer um 12 Punkte schlechteren Balldifferenz verloren wurde. In der Bundesliga spielte Mühlhausen eine starke Vorrunde und stand mit acht Siegen aus zehn Spielen vorübergehend auf Platz 2 gewann in der Rückrunde aber nur drei weitere Spiele und beendete die Saison somit wieder auf Rang 6.
Die Saison 2019/2020 startete mit durchschnittlichen Leistungen. Durch starke Auftritte in der Rückrunde, unter anderem der erste Sieg gegen den Rekordmeister Borussia Düsseldorf, bewahrte sich die Mannschaft bis zum 20. Spieltag die Chance auf die erste Teilnahme an den Play-offs der Tischtennis-Bundesliga. Durch die klare Auswärtsniederlage gegen den TSV Bad Königshofen (0:3) und dem gleichzeitigen Sieg des SV Werder Bremen blieb nur noch eine kleine rechnerische Chance, die Play-offs zu erreichen. Am 21. Spieltag schaffte es die Mannschaft um Spitzenspieler Ovidiu Ionescu, der zur Pause eingewechselt wurde, einen 0:2-Rückstand gegen den direkten Konkurrenten TTC Schwalbe Bergneustadt zu drehen und somit Platz 5 und die damit beste Platzierung der Vereinsgeschichte abzusichern. In der Champions League erreichte man auch im zweiten Jahr das Viertelfinale. Hier schied man aber gegen den 1. FC Saarbrücken TT nach zwei Niederlagen (2:3; 1:3) aus. 2021 fiel Mühlhausen in der Bundesliga auf Platz 9 zurück, nach der Saison wurde für Jančařík der Franzose Irvin Bertrand verpflichtet. In dieser Besetzung erreichte Mühlhausen den dritten Platz und qualifizierte sich somit zum ersten Mal für die Play-offs, verlor das Halbfinale aber gegen Saarbrücken. Als fünfter Spieler wurde 2022 Kim Taehyun verpflichtet, der Mühlhausen nach einem Jahr und nach einem erneuten Erreichen der Play-offs wieder verließ.
2023 qualifizierte sich Mühlhausen wieder für die Champions League, verzichtete aber auf einen Start, um die Spieler nicht zu überlasten. 2024 wird der Verein jedoch in der Champions League antreten. Hierfür verpflichtete er die Chinesen Liang Jingkun (WRL 2) und Lin Gaoyuan (WRL 7), die nur in der Champions League eingesetzt werden dürfen. In der Champions League 2024/25 schied Mühlhausen trotzdem bereits im Achtelfinale aus, in der Bundesliga belegte das Team nur Platz 10. Nach dieser Saison verließen Habesohn und Bertrand den Verein, für sie kamen Marcos Freitas, Kay Stumper und Liao Cheng-Ting.

## Saisondaten
| Liga                         | 0 Spielklasse 0 | 0 Saison 0 | 0 Platz (von) 0 | 0Spiele0 | Punkte | Anmerkungen          |
| ---------------------------- | --------------- | ---------- | --------------- | -------- | ------ | -------------------- |
| Regionalliga Südwest Gr. 1/2 | 3. Liga         | 2005/06    | 1 (11)          | 178:57   | 38:2   |                      |
| Regionalliga Südwest Gr. 1/2 | 3. Liga         | 2006/07    | 1 (12)          | 193:71   | 42:2   | Aufstieg             |
| 2. Bundesliga Süd            | 2. Liga         | 2007/08    | 6 (9)           | 96:114   | 15:17  |                      |
| 2. Bundesliga Süd            | 2. Liga         | 2008/09    | 3 (10)          | 142:97   | 25:11  |                      |
| 2. Bundesliga Süd            | 2. Liga         | 2009/10    | 2 (10)          | 153:105  | 28:8   |                      |
| 2. Bundesliga Süd            | 2. Liga         | 2010/11    | 4 (10)          | 135:103  | 24:12  |                      |
| 2. Bundesliga Süd            | 2. Liga         | 2011/12    | 4 (10)          | 141:90   | 24:12  |                      |
| 2. Bundesliga Süd            | 2. Liga         | 2012/13    | 1 (10)          | 161:65   | 35:1   | Aufstieg             |
| Bundesliga                   | 1. Liga         | 2013/14    | 9 (10)          | 18:48    | 8:28   | Klassenerhalt1       |
| Bundesliga                   | 1. Liga         | 2014/15    | 10 (10)         | 22:49    | 6:30   | Klassenerhalt2       |
| Bundesliga                   | 1. Liga         | 2015/16    | 8 (10)          | 29:43    | 12:24  |                      |
| Bundesliga                   | 1. Liga         | 2016/17    | 7 (9)           | 28:41    | 10:22  |                      |
| Bundesliga                   | 1. Liga         | 2017/18    | 6 (10)          | 31:34    | 16:20  |                      |
| Bundesliga                   | 1. Liga         | 2018/19    | 6 (11)          | 43:38    | 22:18  |                      |
| Bundesliga                   | 1. Liga         | 2019/20    | 5 (12)          | 44:33    | 26:16  |                      |
| Bundesliga                   | 1. Liga         | 2020/21    | 9 (12)          | 43:44    | 22:22  |                      |
| Bundesliga                   | 1. Liga         | 2021/22    | 3 (12)          | 52:37    | 30:14  | Playoff-Halbfinalist |
| Bundesliga                   | 1. Liga         | 2022/23    | 4 (12)          | 48:40    | 26:18  | Playoff-Halbfinalist |
| Bundesliga                   | 1. Liga         | 2023/24    | 5 (11)          | 38:41    | 22:18  |                      |
| Bundesliga                   | 1. Liga         | 2024/25    | 10 (12)         | 36:52    | 16:28  |                      |

1da nur ein Aufsteiger aus der 2. Liga
2da nur ein Aufsteiger aus der 2. Liga und Abstieg des Achtplatzierten Frickenhausen